# Должниково (село)
Должниково — село в Базарносызганском районе Ульяновской области. Административный центр Должниковского сельского поселения.

## География
Населённый пункт расположен на реке Сызганка в 8 километрах к юго-западу от рабочего посёлка Базарный Сызган — административного центра района. Расстояние до Ульяновска — 132 километра.

### Часовой пояс
Должниково, как и вся Ульяновская область, находится в часовой зоне МСК+1. Смещение применяемого времени относительно UTC составляет +4:00.

## История
Основано предположительно в начале XVIII века как село Никольское (по названию храма). Современное название села закрепилось по фамилии основателя.
В 1770 году построена каменная Успенская церковь, на средства помещика Афанасия Ивановича Зимнинского. Престолов в ней три: главный (холодный) в честь Успения Божией Матери и в приделах (теплый): в правом — во имя Святителя и Чудотворца Николая и в левом — во имя Святителя Димитрия митрополита Ростовского. На данный момент церковь не сохранилась.
В 1780 году, при создании Симбирского наместничества, село Должниково, при речке Сызгане, помещичьих крестьян, вошло в состав Канадейского уезда.
С 1796 года — в Карсунском уезде Симбирской губернии.
К моменту отмены крепостного права в 1861 году большинство крепостных принадлежало помещице В. Блюм. После освобождения крестьяне получили по 2,8 десятин земли на одну мужскую душу населения.
В 1862 году открыто мужское начальное училище, в 1897 году — воскресная школа для девочек.
В 1897 году рядом с селом был построен железнодорожный разъезд «Должниково» на линии Московско-Казанской железной дороги.
На 1913 год в селе имелось: церковь, школа, винокуренный завод П. Н. Бурского, паровая и водяная мельница.
В ноябре 1917 года крестьяне захватили и разграбили местные имения, а в 1918 году произвели раздел сельскохозяйственных угодий.
Многие должниковцы — активные участники гражданской войны в составе Красной гвардии.
В 1930 году — начало коллективизации. К 1933 году создаётся колхоз им. Сталина.
В годы Великой Отечественной войны на фронт отправились 137 сельчан. Из них погибло 70.
С 2005 года — административный центр Должниковского сельского поселения.

## Население
| 2010 |
| ---- |
| 396  |

В 1780 году в селе жили 301 ревизская душа. В 1859 году, в селе, в 149 дворах жило: 524 мужчины и 573 женщины. По учёту 1897 года в Должниково насчитывалось 219 дворов, 1376 жителей. В 1900 году прихожан в с. Должникове (рус.) в 199 дворах: 576 м. и 632 ж.; В 1913 году — 242 двора, 1509 жителей. Население села в 1996 году — 532 человека.

## Инфраструктура
Село разделено на три улицы: Голиченкова, Новосёлов, Терешковой и пять переулков: Административный, Леснический, Родниковый, Ручейный, Школьный, есть начальная (МКОУ Должниковская НОШ) и общеобразовательная (Должниковская основная общеобразовательная школа) школы. 

## Достопримечательности
- Памятник воинам, погибшим в годы Великой Отечественной войны (2008 г.)[13].

## Известные уроженцы, жители
- Аксёнов Алексей Михайлович (1898—1938) — советский военный деятель, дивинженер (1935).
- Голиченков Пётр Иванович (1921—1976) — Герой Советского Союза, младший лейтенант Советской Армии, участник Великой Отечественной войны, снайпер[14].
- Данилов Валерий Александрович (р. 1969) — советский и белорусский самбист, дзюдоист и боец рукопашного боя.
- Мокшанов Дмитрий Иванович (р. 1935) — советский и российский военачальник.
- Егуткин Аркадий Ефимович (р. 1936) — советский и российский художник, народный художник Российской Федерации (2011)[15].